# Ligne de Liart à Tournes
La ligne de Liart à Tournes est une ligne ferroviaire française à double voie à écartement standard électrifiées. Elle fait partie de la grande relation transversale Dunkerque - Bâle.
Elle constitue la ligne 222 000 du réseau ferré national.

## Historique
La ligne est concédée à titre éventuel, dans le cadre d'un itinéraire de « Liart à Mézières » par l'État à la Compagnie des chemins de fer de l'Est par une convention signée entre le ministre des Travaux publics et la compagnie le 11 juin 1883. Cette convention est approuvée par une loi le 20 novembre suivant. La ligne est déclarée d'utilité publique par une loi le 16 juillet 1900, rendant ainsi la concession définitive.
Date d'ouverture :
- Liart - Tournes : 20/12/1906

À l'origine, la liaison Charleville-Mézières - Hirson se faisait par la ligne de Charleville-Mézières à Hirson par Auvillers, ligne à voie unique au profil défavorable. La création des lignes d'Hirson à Liart et Amagne - Lucquy et de Liart à Tournes a capté l'essentiel du trafic entre Charleville et Hirson.

## Description de la ligne

### Caractéristiques
Le profil est moyen avec des déclivités maximum de 8 mm/m. La vitesse des trains est limitée à 110/120 km/h entre Liart et Tournes.

### Infrastructure

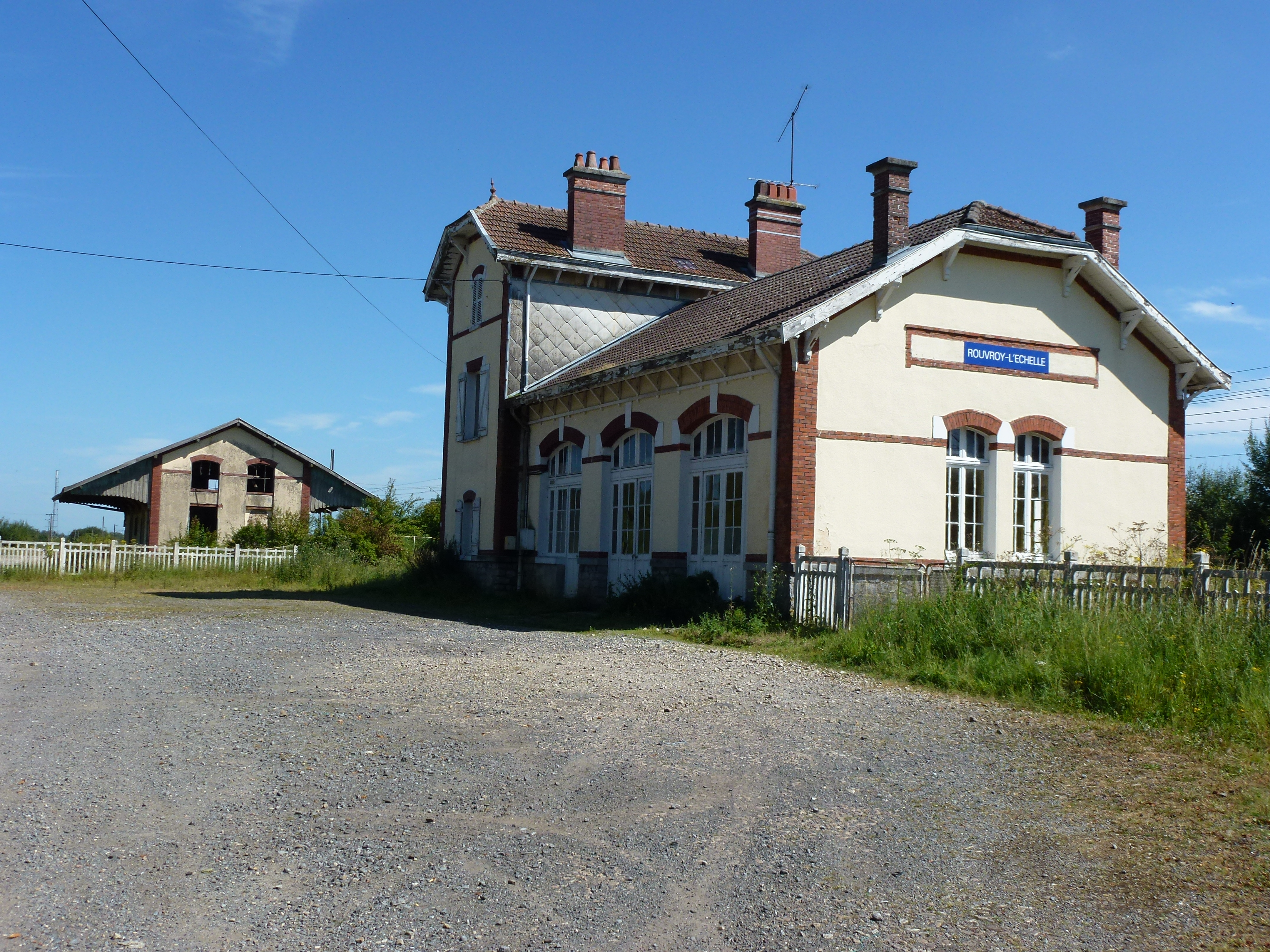
La gare de Rouvroy-L'Échelle.

La ligne est à double voie, équipée du block automatique lumineux, du contrôle de vitesse par balises (KVB) et de la radio sol/train (système GSM-R).
Elle a été électrifiée parmi les premières en 25kv - 50 Hz à la suite des essais satisfaisants réalisés par la SNCF sur la ligne alpine Aix-les-Bains - Annecy. Date de mise sous tension : 2/07/1954.

#### Les gares
Quatre gares intermédiaires furent construites sur la ligne de Liart à Tournes, elles ont toutes fermé aux voyageurs au plus tard en 1990.
- Logny-Bogny disposait d'une halte de type 1903[5], son bâtiment a été reconverti en habitation
- la gare d'Aubigny-les-Pothées[6] est située à distance du bourg et possédait une halle à marchandises. Il s'agit d'une petite gare de type 1903[7] munie d'une aile à trois travées.
- la gare de Rouvroy - l’Échelle[4] possède les mêmes bâtiments qu'Aubigny complétés par un château d'eau et un poste relai électrique. La halle est à l'abandon.
- la halte de Bolmont était située au milieu des bois. Son bâtiment, de type 1903[8], a été démoli à la fin des années 2000.

## Exploitation et trafic
Cette ligne est un segment de la transversale Nord-Est, un axe majeur du réseau ferré national, qui relie Lille à Thionville. Elle a connu un trafic fret intense qui a considérablement diminué depuis la fin de l'extraction du charbon dans les mines du Nord et du Pas-de-Calais et le déclin de la sidérurgie lorraine.